# 小里光次
小里光次（おり みつつぐ、生年不詳 - 元亀元年（1570年）12月）は、戦国時代の武将。美濃国小里城主・小里光忠の子。別名は小里内記。弟に小里光明。子に小里光久。

## 概要
小里氏は土岐氏の庶流であり、天文3年（1534年）、父の小里光忠が小里城を築城した。その後、明知城の明知遠山氏と結び、小里光次は遠山景行の娘を嫁に迎えている。
天文24年（1555年）に甲斐国の武田信玄の圧力に遠山諸氏が屈すると、小里光忠も武田氏に与同したとみられるが、元亀年間には織田信長に通じていた。
元亀元年(1570年)11月、武田信玄の西上作戦が本格化し、11月15日に織田信長が、小里光次宛に書状を送っている　「岩村之城取候由注進公候、然は人数一騎係ニ申付候、猶一左右次第可出馬候、委曲三良五良・河尻可申届候、恐々謹言、十一月十五日　信長(朱印)　小里内作とのへ」(小里家譜)
同年12月、小里光忠は、同じく織田・徳川方であった遠山景行（明知遠山氏）、遠山友勝（苗木遠山氏）、遠山友忠（飯羽間遠山氏）、奥三河の奥平定能、奥平信昌、菅沼定忠、菅沼正貞等と共に美濃国恵那郡の上村で合戦に及んだが敗れ、小里光次は、遠山景行と共に討死した（上村合戦）。
家督は嫡子の光久(彦太郎)が継いだが、天正10年（1582年）の本能寺の変にて二条城で討死したため、光次の弟の光明が小里氏を継いだ。